# 高玮 (鸟类学家)
高玮（1937年11月15日—2012年11月10日），男，辽宁省新民县人，鸟类学家、中国鸟类生态学奠基人之一、中国东北地区鸟类生态学研究的开拓者。曾任东北师范大学生物系教授兼生命科学学院院长，中国鸟类学会理事长。

## 主要学术著作
- 《中国动物志：鸟纲，第十四卷，雀形目 （文鸟科 雀科）》，傅桐生、宋榆钧、高玮等，科学出版社，1998年
- 《中国脊椎动物大全》，刘明玉、解玉浩、季达明主编（副主编：高忠信、李思忠、高玮、温世生、方荣盛），辽宁大学出版社，2000年，ISBN 9787561039045